# Йохан Филип Франц фон Шьонборн
Йохан Филип Франц фон Шьонборн (на немски: Johann Philipp Franz von Schönborn; * 15 февруари 1673, Вюрцбург; † 18 август 1724, Бад Мергентхайм) от благородническата фамилия Шьонборн, е княжески епископ на Вюрцбург (1719 – 1724).

## Живот
Той е най-големият син на граф Мелхиор Фридрих фон Шьонборн-Буххайм (1644 – 1717) и съпругата му фрайин Мария Анна София фон Бойнебург (1652 – 1726), дъщеря на фрайхер Йохан Кристиан фон Бойнебург-Ленгсфелд († 1672) и Анна Кристина Шютц фон Холцхаузен. Брат е на Фридрих Карл фон Шьонборн († 1746), епископ на Бамберг и Вюрцбург, кардинал Дамиан Хуго Филип фон Шьонборн († 1743), епископ на Шпайер и Констанц, Франц Георг фон Шьонборн († 1756), архиепископ на Трир, и Рудолф Франц Ервайн фон Шьонборн († 1754), дипломат и композитор. Племенник е на Йохан Филип фон Шьонборн († 1673), курфюрст и архиепископ на Майнц, княжески епископ на Вюрцбург, епископ на Вормс, Лотар Франц фон Шьонборн († 1729), княжески епископ на Бамберг (1693 – 1729), курфюрст и архиепископ на Майнц (1695 – 1729), и на Георг Фридрих фон Грайфенклау, архиепископ на Майнц, епископ на Вормс († 1629).
От 1681 г. Йохан Филип Франц посещава Йезуитската гимназия в Ашафенбург и след това следва до 1693 г. във Вюрцбург, Майнц и Рим. Той има дипломатически мисии в Англия, Нидерландия и Франция. През 1685 г. е домхер, от 1699 г. в катедралния капител на Вюрцбург. На 15 декември 1719 г. Йохан Филип Франц е избран за княжески епископ на Вюрцбург. На 25 юли 1720 г. той е ръкоположен за свещеник и на 10 ноември 1720 г. е помазан за епископ на Вюрцбург от могъщия му чичо Лотар Франц фон Шьонборн. Той не е обичан от населението и не играе роля в имперската политика.
Йохан Филип Франц започва да строи скъпа резиденция във Вюрцбург. Той мира след лов. Погребан е в катедралата на Вюрцбург.